# New Zealand State Highway 54
Der New Zealand State Highway 54 (auch State Highway 54 oder in Kurzform SH 54) ist eine Fernstraße von nationalem Rang auf der Nordinsel von Neuseeland.

## Strecke
Der SH 54 beginnt im Nordwesten von Palmerston North am New Zealand State Highway 3 und führt in nordwestlicher Richtung zunächst nach Feilding. Von dort führt er in nördlicher Richtung bis zu seinem Ende am New Zealand State Highway 1 bei Vinegar Hill nahe Hunterville. Auf dem Weg kreuzt er zahlreiche Zuflüsse des Rangitīkei River.